# Amblyomma macfarlandi
Amblyomma macfarlandi är en fästingart som beskrevs av Keirans, Hoogstraal och Clifford 1973. Amblyomma macfarlandi ingår i släktet Amblyomma och familjen hårda fästingar. Inga underarter finns listade i Catalogue of Life.